# Ефремов, Вениамин Дмитриевич
Вениами́н Дми́триевич Ефре́мов (2 августа 1926, Загоскино, Ульяновская губерния — 29 мая 2001, Загоскино, Ульяновская область) — советский хозяйственный и партийный деятель; председатель колхоза имени Ленина (1962—1996, Майнский район).

## Биография
Родился 2 августа 1926 года в селе Загоскино (ныне — в Майнском районе Ульяновской области) в семье крестьянина-бедняка. В 1942 году окончил 7 классов школы, затем — школу ФЗО в Ульяновске. Работал слесарем на приборостроительном заводе.
В 1944 году был призван в Красную армию, участвовал в Великой Отечественной войне. В боях на Сандомирском плацдарме при форсировании Вислы подорвался на мине, перенёс ампутацию правой голени. Удостоен боевых наград.
По окончании лечения в тбилисском госпитале в 1945 году вернулся на родину, работал в колхозе. В 1946 году уехал к родственникам в Ташкент. С июля 1946 по ноябрь 1947 года работал слесарем-инструментальщиком Янгиюльского завода, затем — электросварщиком паровозоремонтного завода № 1 в Алма-Ате.
С ноября 1950 года, вернувшись на родину, работал электросварщиком Сталинской МТС в Поповке; был принят в партию. В 1958—1962 годы — секретарь партийной организации в колхозе имени Ленина, в совхозе имени Калинина. Заочно окончил Жадовский сельхозтехникум.
С февраля 1962 по 1996 год — председатель колхоза имени Ленина Майнского района Ульяновской области.
Избирался депутатом Верховного Совета РСФСР 8-го и 9-го созывов.
Умер 29 мая 2001 года.

### Семья
Жена — Зинаида Ивановна;
- дочери — Лидия, Валентина[1].

## Награды
- Орден Отечественной войны II[1] и I степени (23.12.1985)[3],
- орден Ленина,
- орден Октябрьской Революции,
- орден Трудового Красного Знамени,
- медали[1],
- Почётный гражданин Ульяновской области (2002)[2].